# Untappd
Untappd es una red social que permite a sus usuarios realizar check-ins de cervezas a medida que las consumen y compartir estos check-ins y su localización con sus amigos. Untappd también incluye distintas funcionalidades que permite a los usuarios puntuar o calificar la cerveza que consumen, realizar un pequeño comentario u opinión, conseguir medallas, compartir las imágenes de sus cervezas y recibir sugerencias automáticas de cervezas similares.
Actualmente, Untappd permite vincular las cuentas de Twitter y Facebook de sus usuarios para compartir los check-ins y obtener las ubicaciones de Foursquare.
El 17 de enero de 2014 se anunció que Untappd superó la barrera del millón de usuarios.

## Medallas
Conforme el usuario va realizando check-in de las cervezas que consume obtiene distintas medallas (badges). Estas medallas se clasifican en medallas de cervezas, de ubicación y especiales:
- Las medallas de cervezas se obtienen al consumir un número exacto de cervezas distintas, o 5 distintas de un país o estilo determinado o incluso seis cervezas iguales en un breve periodo de tiempo, son algunos ejemplos.
- Las cervezas de ubicación se consiguen en función del lugar en el que se produce el check-in como bares, estadios, pistas de esquí, etc
- Las medallas especiales se logran al hacer check-in en días señalados como Navidad, Janucá, Año Nuevo, Día de San Patricio o el aniversario de Untappd, entre otras.

## Historia
El 15 de enero de 2016, Untappd anunció que se convertiría en una subsidiaria de Next Glass, una aplicación que permite puntuar cervezas y vinos, y ofrece al usuario sugerencias acorde con sus gustos. Ambas compañías aclararon que sus aplicaciones continuarían siendo independientes, pero que se beneficiarían de una mayor integración de datos.